# Trichomanes cellulosum
Trichomanes cellulosum là một loài thực vật có mạch trong họ Hymenophyllaceae. Loài này được Klotzsch miêu tả khoa học đầu tiên năm 1844.